# Emmerich Kálmán

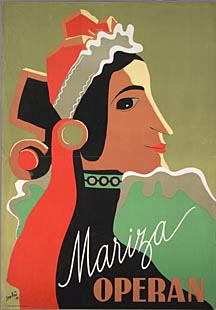
Mariza. Affisch av John Jon-And 1941.

Emmerich (Imre) Kálmán, ursprungligen Imre Koppstein, född 24 oktober 1882 i Siófok vid Balatonsjön i Ungern, död 30 oktober 1953 i Paris, var en ungersk kompositör av wieneroperetter.

## Biografi
Kálmán ville ursprungligen bli pianovirtuos. Efter att ha överansträngt sig inledde han istället studier i komposition och kontrapunkt vid musikhögskolan i Budapest. Efter att 1908 av en slump ha kommit över librettot till Ein Herbstmanöver tonsatte han den operetten och den kom att följas av tio ytterligare. Tillsammans med Franz Lehár betraktas Kálmán som de stora namnen bland kompositörer av wieneroperetter.
Kálmán, som var jude, tvingades lämna Wien och Österrike 1938 och flydde 1940 vidare till Förenta staterna. Han återvände till Europa 1945 och bosatte sig i Paris.

## Utmärkelser
Asteroiden 4992 Kálmán är uppkallad efter honom.

## Operetter
- 1909 – Ein Herbstmanöver (Höstmanöver. Stockholm 1909)
- 1910 – Az obsitos (Budapest 1910)
- 1912 – Der Zigeunerprimas (Zigenarprimas. Stockholm 1909)
- 1915 – Die Csardasfürstin (Csardasfurstinnan. Stockholm 1916)
- 1917 – Die Faschingsfee (Drottning Karneval. Stockholm 1919)
- 1917 – Das Hollandweibchen (Hollandsflickan. Stockholm 1926)
- 1921 – Die Bajadere (Bajadären. Stockholm 1922)
- 1924 – Gräfin Mariza (Grevinnan Mariza. Göteborg 1924)
- 1926 – Die Cirkusprinzessin (Cirkusprinsessan. Stockholm 1926)
- 1926 – Die Herzogin von Chicago (Hertiginnan av Chicago. Stockholm 1928)
- 1930 – Das Veilchen vom Montmartre (Violen från Montmartre. Göteborg 1930)
- 1930 – Der Teufelsreiter (Djävulsryttaren. Stockholm 1934)
- 1936 – Kaiserin Josephine (1936)
- 1945 – Marinka (1945)
- 1954 – Arizona Lady. Uppförd postumt.[2]

## Diskografi
- Små söta flickor i trikå. Sven Erik Vikström sjunger Emmerich Kálmán. LP. GoodWill GWLP 2024. 1979